# David Narey
David Narey   (Dundee, 12 de juny de 1956) és un exfutbolista escocès de la dècada de 1980.
Pel que fa a clubs, defensà els colors de Dundee United, on passà 21 un anys de la seva carrera, i Raith Rovers.
Fou internacional amb la selecció de futbol d'Escòcia amb la qual participà a la Copa del Món de futbol de 1982 i a la Copa del Món de futbol de 1986.